# Hugh Feeney
Hugh Feeney (nascut el 1951) és un activista polític irlandès, exmilitant de l'Exèrcit Republicà Irlandès Provisional (PIRA) que, juntament amb Dolours Price i Marian Price, van organitzar els atemptats amb cotxe bomba a Old Bailey i Scotland Yard el 8 de març de 1973. Ell i deu membres de la seva unitat de servei actiu (ASU) d'11 homes van ser detinguts intentant embarcar en un vol cap a Irlanda poc després de descobrir les bombes.

## Detenció, condemna i presó
El 14 de novembre de 1973 va ser sentenciat i condemnat a presó perpètua per cadascun dels quatre càrrecs d'atemptat contra ell, que s'havien de presentar simultàniament.
Els altres membres del seu grup van ser condemnats a cadena perpètua i vint anys addicionals. Feeney i altres membres del grup van ser empresonats a la presó de Brixton, i van participar en una vaga de fam de 205 dies amb l'objectiu de ser traslladats a casa seva, a Irlanda del Nord. Feeney i els altres vaguistes de fam van ser alimentats per la força per les autoritats britàniques durant 167 dies de la seva vaga.
El maig de 1974 formava part d'un grup de quatre presoners el trasllat dels quals fora de Brixton es va demanar de manera anònima a canvi de la devolució de 19,2 milions de dòlars en art robat El 4 de juny de 1974, l'IRA va segrestar John Hely-Hutchinson, 7è comte de Donoughmore i la seva dona en un intent infructuós d'intercanviar-los per l'alliberament de Feeney, les germanes Price i Gerry Kelly. Els presoners van acabar la vaga de fam el 7 de juny de 1974 i Feeney va ser traslladat a la presó de Long Kesh poc després que l'acabés.
Durant aquell període, Brendan Hughes i ell van escriure comunicats i articles de l'IRA per al Republican News, amb el pseudònim de «Brownie», encara que la majoria del material publicat amb aquest pseudònim va ser escrit per Gerry Adams. Després de l'alliberament d'Adams, Feeney va començar a escriure amb el pseudònim de «Salon».

## Alliberament i posterior deportació
El 1986 va ser posat en llibertat i el 20 de maig de 1991 va ser arrestat a Ciutat de Nova York i deportat l'endemà per haver entrat il·legalment als Estats Units d'Amèrica.
Concretament, va ser arrestat a les oficines del The Irish People, un diari republicà irlandès publicat per Martin Galvin a Ciutat de Nova York. L'arrest va ser controvertit perquè va implicar un agent de l'Oficina Federal d'Investigacions (FBI) que es feia passar per un estudiant de periodisme per tal d'accedir a les oficines editorials del diari, que era una violació de la política de l'FBI en aquell moment.